# Domina (titel)
Domina är en titel som betyder "husfru" eller "härskarinna" på latin. I senromersk tid användes ordet även som tilltalsord till ungmör. Domina är även titel för "föreståndarinna" på ett jungfrustift eller nunnekloster, i likhet med abbedissa.